# Haumania

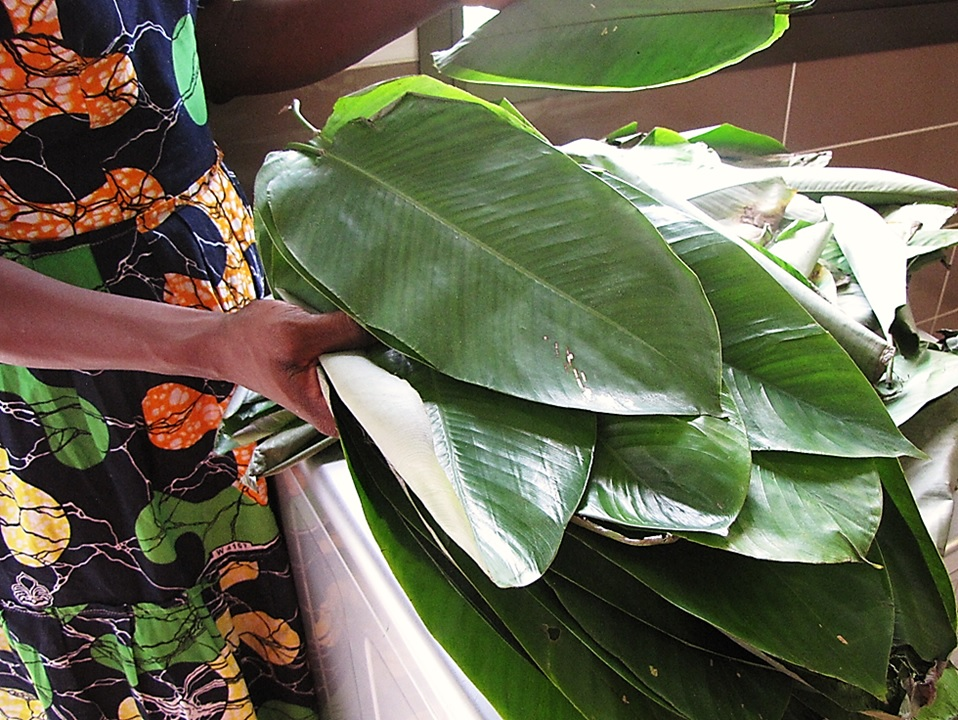
Liście Haumania liebrechtsiana

Haumania J.Léonard − rodzaj roślin z rodziny marantowatych. Należą do niego trzy gatunki występujące w środkowej Afryce. Bogate w białko i  rozpowszechnione w tropikalnych wilgotnych lasach nizinnych gatunki H. danckelmaniana i H. liebrechtsiana są istotnym składnikiem diety odpowiednio goryli nizinnych i szympansów karłowatych. Na pędach H. danckelmaniana  żerują też mangaby zwinne i m. obrożne. Szympansy zwyczajne wykorzystują pędy tego gatunku do łowienia termitów.
Nazwa naukowa rodzaju honoruje Luciena Haumana, belgijskiego botanika żyjącego w latach 1880–1965. 

## Morfologia
PokrójWieloletnie, pnące rośliny zielne, osiągające 6–10 metrów wysokości.
PędyPodziemne kłącze. Pędy nadziemne wiotkie, pnące, rozgałęzione, pokryte wygiętymi kolcami (H. danckelmaniana) lub nagie (H. liebrechtsiana).
LiścieUlistnienie naprzemianległe. Blaszki liściowe jajowate do jajowatopodługowatych i jajowatolancetowatych, do 30 cm długości i 15 cm szerokości.
KwiatyWyrastają w parach w zredukowanych wierzchotkach zebranych po 3–6 w groniasty kwiatostan o zygzakowatej osi głównej. Podsadki duże, mniej więcej okrągłe, białe, trwałe. Okwiat grzbiecisty, biały. Rurka korony połowy długości łatek. Dwa zewnętrzne prątniczki listkowate, białe z żółtymi kropkami. Zalążnia trójkomorowa, owłosiona.
OwoceNiepękające, guzkowate, trójgraniaste lub kulistawe torebki, wielkości 3×2 cm.

## Systematyka
Pozycja systematycznaRodzaj z rodziny marantowatych (Marantaceae) z rzędu imbirowców (Zingiberales).
Wykaz gatunków
- Haumania danckelmaniana (J.Braun & K.Schum.) Milne-Redh.
- Haumania leonardiana C.M.Evrard & Bamps
- Haumania liebrechtsiana (De Wild. & T.Durand) J.Léonard

## Zastosowanie użytkowe
Rośliny leczniczeW tradycyjnej medycynie Kamerunu spalone i sproszkowane kłącza Haumania danckelmaniana mieszane są z olejem palmowym i stosowane zewnętrznie na rany. Młode liście tego gatunku przykładane są na ukąszenia węży. W Republice Środkowoafrykańskiej sok z liści tego gatunku stosowany jest przeczyszczająco i przeciwrobaczo.
Popiół z liści H. liebrechtsiana nakładany jest na oparzenia i świerzb. Proszek z nasion wymieszany z kaolinem nakładany jest na ropnie.
Rośliny spożywczePrażone nasiona H. danckelmaniana są jadalne.
Inne zastosowaniaLiście H. danckelmaniana wykorzystywane są do owijania potrawy przed pieczeniem. Produkuje się z nich kubki, lejki i wachlarze. Pędy używane są do wykonywanie urządzeń nośnych, ram chat i pułapek. Rozszczepioną łodygę i pozyskaną z niej korę wplata się w maty, kosze i osłony noży. Do wyrobu mioteł używa się okorowanej łodygi. Kolce służą do tarcia manioku i dzikiego pochrzynu. Kora dodawana jest do tytoniu w celu wzmocnienia smaku. Liście H. liebrechtsiana używane są do owijania jedzenia. Pędy wykorzystywane są do wiązania, plecenia i produkcji pułapek na małe zwierzęta, a szypułki jako szpikulce.